# Кассандра Петерсон
Кассандра Ґей Петерсон (англ. Cassandra Gay Peterson; нар. 17 вересня 1951) — американська акторка, найбільш відома, як Ельвіра.

## Біографія
Народилася 17 вересня 1951 року в Мангеттені, штат Канзас.
Виросла в Колорадо-Спрінгз, закінчила середню школу імені Генерала Вільямса Палмера, у 1969 році.

## Кар'єра
Розпочала свою кар'єру у віці 17 років у шоу «Vive Les Girls» і стала наймолодшою танцівницею в історії Лас-Вегаса. Зіграла, у складі все того ж шоу, епізодичну роль у фільмі про Джеймса Бонда «Діаманти назавжди» (1971). На початку 1970-х років вона переїхала в Італію, де стала виступати разом з відомим рок-гуртом «I Latins Ochanats». Режисер Федеріко Фелліні дав їй невелику роль у своєму фільмі «Рим» (1972). Після повернення в США вона багато подорожувала по країні, виступаючи в нічних клубах і на гей-дискотеках з музичним комедійним шоу «Mammas Boys». У 1979 році вона вступила в лос-анджелеську трупу імпровізацій «The Groundlings». У 1981 році Кассандра стала ведучою телешоу Movie Macabre, де з'явилася в образі Ельвіри. У 1988 році виконала головну роль у фільмі «Ельвіра: Володарка темряви».

## Особисте життя
Петерсон була у шлюбі з Марком Пірсоном з 4 липня 1981 по 14 лютого 2003 рік, у них народилася дочка Сейді Пірсон (12 жовтня 1994).
21 вересня 2021 року Петерсон опублікувала свої мемуари «Ваша жорстока Ельвіра: спогади Володарки темряви». У книзі вона розповіла, що з 2002 року перебуває у стосунках із жінкою, Терезою «Т» Вірсон. Вони почалися їхні романтичні стосунки після розлуки Петерсон із чоловіком. У книзі вона також звинуватила баскетболіста Вілта Чемберлейна в сексуальному насильстві над нею під час вечірки в його особняку в Бел-Ейр у 1970-х роках.
Петерсон була вегетаріанкою протягом багатьох років; станом на 2021 рік вона продовжує дотримуватися «переважно вегетаріанської» дієти.

## Фільмографія

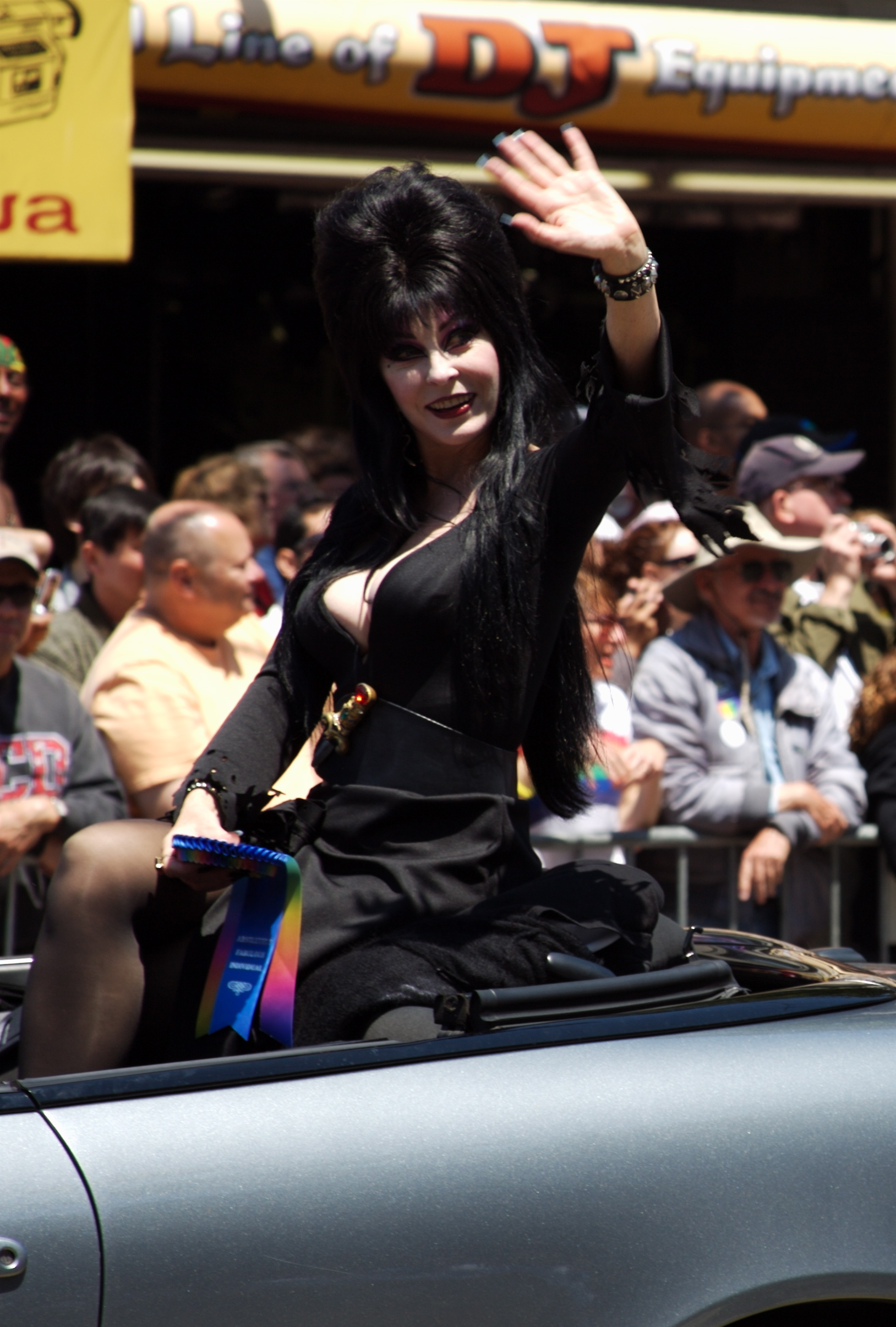
Кассандра Петерсон в образі Ельвіри — володарки темряви (2006)

### Знімалася
| Рік       |    | Українська назва                              | Оригінальна назва                                                | Роль                                                                                  |
| --------- | -- | --------------------------------------------- | ---------------------------------------------------------------- | ------------------------------------------------------------------------------------- |
| 1972      | ф  | Рим                                           | Roma                                                             |                                                                                       |
| 1974      | ф  | Дівчата за роботою                            | The Working Girls                                                | Катя                                                                                  |
| 1978—1983 | с  | Острів фантазій                               | Fantasy Island                                                   | Естер / Ptatateetah                                                                   |
| 1979      | с  | Високий політ                                 | Flying High                                                      | сексуальна повія                                                                      |
| 1979      | с  | Щасливі дні                                   | Happy Days                                                       | дівчина                                                                               |
| 1980      | ф  | Чіч і Чонг: Наступний фільм. Укуренні заживо! | Cheech and Chong's Next Movie                                    | заручник                                                                              |
| 1980      | ф  | Від узбережжя до узбережжя                    | Coast to Coast                                                   | гість                                                                                 |
| 1981      | ф  | Король гори                                   | King of the Mountain                                             | сусідка                                                                               |
| 1981—1985 | с  | Жахливе кіно                                  | Movie Macabre                                                    | Ельвіра                                                                               |
| 1982      | с  | Відкрито всю ніч                              | Open All Night                                                   | Таффі                                                                                 |
| 1982      | с  | Батьківський комітет Гарпер-Веллі             | Harper Valley P.T.A.                                             | рудоволоса                                                                            |
| 1982—1983 | с  | Каліфорнійський дорожній патруль              | CHiPs                                                            | Ельвіра                                                                               |
| 1982      | ф  | Джекілл і Хайд ... Знову разом                | Jekyll and Hyde... Together Again                                | грудаста медсестра                                                                    |
| 1983      | ф  | Афера 2                                       | The Sting II                                                     | дівчина О'Меллі                                                                       |
| 1983      | ф  | Гонщик Строкер                                | Stroker Ace                                                      | дівчина з наконечниками                                                               |
| 1983      | ф  | Бальбоа                                       | Balboa                                                           | Енджі Стоддард                                                                        |
| 1983      | с  | Еліс                                          | Alice                                                            | Монік                                                                                 |
| 1983      | с  | Шоу Річарда Сіммонса                          | The Richard Simmons Show                                         | Ельвіра                                                                               |
| 1983      | с  | Сент-Елсвер                                   | St. Elsewhere                                                    | Джуді                                                                                 |
| 1983      | тф |                                               | The Paragon of Comedy                                            |                                                                                       |
| 1984      | тф | Останній з великих, хто вижив                 | Last of the Great Survivors                                      | Ельвіра                                                                               |
| 1984      | в  | Без цензури                                   | Uncensored                                                       | різні ролі                                                                            |
| 1984—1985 | с  | Каскадери                                     | The Fall Guy                                                     | Ельвіра                                                                               |
| 1985      | ф  | Геть з моєї кімнати!                          | Get Out of My Room                                               | Ельвіра                                                                               |
| 1985      | ф  | Велика пригода Пі-Ві                          | Pee-wee's Big Adventure                                          | байкер мама                                                                           |
| 1986      | ф  | Ехо Парк                                      | Echo Park                                                        | Шері                                                                                  |
| 1986      | ф  | Аллан Квотермейн та втрачене місто золота     | Allan Quatermain and the Lost City of Gold                       | Сорейс                                                                                |
| 1986      | тф | РеслМанія 2                                   | WrestleMania 2                                                   | Ельвіра                                                                               |
| 1986      | тф | Хелловін Ельвіри                              | Elvira's Halloween Special                                       | Ельвіра                                                                               |
| 1987      | с  | Суботнього вечора у прямому ефірі             | Saturday Night Live                                              | Ельвіра                                                                               |
| 1988      | ф  | Ельвіра — володарка темряви                   | Elvira: Mistress of the Dark                                     | Ельвіра                                                                               |
| 1989      | с  | Просто скажи Джулі                            | Just Say Julie                                                   | Ельвіра                                                                               |
| 1989      | с  | На телебаченні                                | On the Television                                                | різні ролі                                                                            |
| 1989      | с  | Повністю приховані відео                      | Totally Hidden Video                                             | Ельвіра                                                                               |
| 1989—1990 | с  | Трилер театр Ельвіри                          | Elvira's Thriller Theatre                                        | Ельвіра                                                                               |
| 1990      | с  |                                               | Heavy Metal Heaven                                               | Ельвіра                                                                               |
| 1991      | ф  | Тед і Венера                                  | Ted & Venus                                                      | Ліза                                                                                  |
| 1992      | ф  | Кетчуп вампіри                                | The Ketchup Vampires                                             | Ельвіра                                                                               |
| 1992      | с  | Паркер Льюіс не губиться                      | Parker Lewis Can't Lose                                          | Ельвіра                                                                               |
| 1992      | тф | Перстень мушкетерів                           | Ring of the Musketeers                                           | Дженніфер                                                                             |
| 1993      | тф | Троянди мертві                                | Acting on Impulse                                                | Роксі                                                                                 |
| 1993      | с  | Шоу Ельвіри                                   | The Elvira Show                                                  | Ельвіра                                                                               |
| 1995      | тф | Напад смертоносних фільмів категорії Б        | Attack of the Killer B-Movies                                    | Ельвіра                                                                               |
| 1996      | ф  | Це моя вечірка                                | It's My Party                                                    | гість на вечірці                                                                      |
| 1996      | с  | Дивний Всесвіт                                | Strange Universe                                                 | Ельвіра                                                                               |
| 1996      | с  | Космічний привид                              | Space Ghost Coast to Coast                                       | Ельвіра                                                                               |
| 1996      | с  | Антигравітаційна кімната                      | The Anti Gravity Room                                            | Ельвіра                                                                               |
| 1997      | кф | Забобони                                      | Superstition                                                     | Ельвіра                                                                               |
| 1997      | с  | Детектив Неш Бріджес                          | Nash Bridges                                                     | Френкі                                                                                |
| 1998      | с  | Шоу Ру Пол                                    | The RuPaul Show                                                  | Ельвіра                                                                               |
| 1999      | кф | Зустрічі в третьому вимірі                    | Encounter in the Thrid Dimension                                 | Ельвіра                                                                               |
| 2001      | тф | Переляк та сміливість                         | Scares & Dares                                                   | Ельвіра                                                                               |
| 2001      | ф  | Ельвіра: Володарка темряви 2                  | Elvira's Haunted Hills                                           | Ельвіра                                                                               |
| 2006      | ф  | Червона шапочка                               | Red Riding Hood                                                  | мати мисливця                                                                         |
| 2006      | кф | Кухня Томоко                                  | Tomoko's Kitchen                                                 | Мері Малдерс                                                                          |
| 2006      | с  | Сусідка                                       | The Girls Next Door                                              | Ельвіра                                                                               |
| 2007      | с  | У пошуках наступної Ельвіри                   | The Search for the Next Elvira                                   | Ельвіра                                                                               |
| 2007      | вг | Pain                                          | Pain                                                             | Ельвіра                                                                               |
| 2008      | кф | Зомбі-вбивці                                  | Zombie Killer                                                    | Ельвіра                                                                               |
| 2008      | в  | Її хворе бажання                              | Her Morbid Desires                                               | Ельвіра                                                                               |
| 2009      | в  | Крик                                          | The Scream                                                       | Ельвіра                                                                               |
| 2009      | мф | Примарний світ Ель Супербісто                 | The Haunted World of El Superbeasto                              | Ембер                                                                                 |
| 2009      | с  | Медіум                                        | Medium                                                           | Еллісон Дюбуа                                                                         |
| 2010      | ф  | Усе про зло                                   | All About Evil                                                   | Лінда                                                                                 |
| 2010—2011 | с  | Жахливе кіно Ельвіри                          | Elvira's Movie Macabre                                           | Ельвіра                                                                               |
| 2011      | с  | Останній справжній чоловік                    | Last Man Standing                                                | Ельвіра                                                                               |
| 2011      | с  | Шоу Мерилін Деніс                             | The Marilyn Denis Show                                           | Ельвіра                                                                               |
| 2013      | с  | Автор дитина                                  | Written by a Kid                                                 | мати                                                                                  |
| 2013      | ф  | Як завоювати Вегас                            | Bruno & Earlene Go to Vegas                                      | Арті Дюк                                                                              |
| 2013      | ф  | На перший час                                 | First Period                                                     | міс Глен                                                                              |
| 2013      | с  |                                               | Face Off                                                         | Ельвіра                                                                               |
| 2014      | кф | Склеп Макабре                                 | Vault of the Macabre                                             | Ельвіра                                                                               |
| 2014      | с  | 13 ночей Ельвіри                              | 13 Nights of Elvira                                              | Ельвіра                                                                               |
| 2016      | мф |                                               | Lego Scooby-Doo!: Haunted Hollywood                              | Дрелла Диаболік                                                                       |
| 2016      | вг | Call of Duty: Infinite Warfare                | Call of Duty: Infinite Warfare                                   | Ельвіра                                                                               |
| 2013—2017 | мс | Черепашки Ніндзя                              | Teenage Mutant Ninja Turtles                                     | міс Кемпбелл / голос комп'ютера / королева Утрома                                     |
| 2019      | с  |                                               | RuPaul's Drag Race: Untucked!                                    | Ельвіра                                                                               |
| 2019      | мф |                                               | Scooby-Doo: Return to Zombie Island                              | Ельвіра, Володарка темряви                                                            |
| 2020      | мс |                                               | JJ Villard's Fairy Tales                                         | Королева                                                                              |
| 2020      | мф |                                               | Happy Halloween, Scooby-Doo!                                     | Ельвіра, Володарка темряви                                                            |
| 2021      | ф  | Злодюжки всього світу                         | Shoplifters of the World                                         | вінтажний клерк                                                                       |
| 2021      | с  |                                               | Elvira's 40th Anniversary, Very Scary, Very Special, Special     | Ельвіра                                                                               |
| 2021      | кф |                                               | Elvira, Mistress of the Dark, and the Horrors of Factory Farming | Ельвіра {{УСеріалі\|2021\|\|[[Ґолдберги]\|The Goldbergs\|Ельвіра, Володарка темряви}} |
| 2021      | с  |                                               | Netflix and Chills with Dr. Elvira                               | д-р Ельвіра                                                                           |
| 2021—2022 | мс | DOTA: Кров дракона                            | Dota: Dragon's Blood                                             | Ліррак                                                                                |
| 2022      | ф  |                                               | The Munsters                                                     | Барбара Карр                                                                          |

### Сценарист, продюсер
| Рік       |    | Українська назва                       | Оригінальна назва              | Роль                                      |
| --------- | -- | -------------------------------------- | ------------------------------ | ----------------------------------------- |
| 1981—1984 | с  | Жахливе кіно                           | Movie Macabre                  | асоційований продюсер, сценарист          |
| 1984      | тф | MTV Хелловін Ельвіри                   | Elvira's MTV Halloween Party   | співавтор                                 |
| 1986      | тф | Хелловін Ельвіри                       | Elvira's Halloween Special     | сценарист                                 |
| 1988      | ф  | Ельвіра: Володарка темряви             | Elvira: Mistress of the Dark   | сценарист                                 |
| 1993      | ф  | Шоу Ельвіри                            | The Elvira Show                | продюсер                                  |
| 1995      | тф | Напад смертоносних фільмів категорії Б | Attack of the Killer B-Movies  | спеціальний матеріал                      |
| 2001      | ф  | Ельвіра: Володарка темряви 2           | Elvira's Haunted Hills         | сценарист                                 |
| 2007      | с  | У пошуках наступної Ельвіри            | The Search for the Next Elvira | виконавчий продюсер                       |
| 2010—2011 | с  | Жахливе кіно Ельвіри                   | Elvira's Movie Macabre         | продюсер / виконавчий продюсер, сценарист |
| 2014      | с  | 13 ночей Ельвіри                       | 13 Nights of Elvira            | продюсер, сценарист                       |